# The She-Creature
The She-Creature est un film américain réalisé par Edward L. Cahn, sorti en 1956.

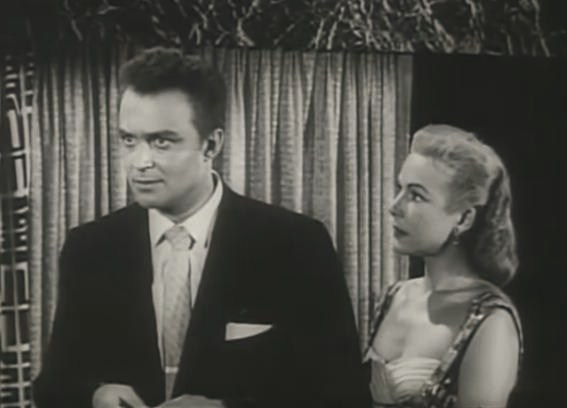
Lance Fuller et Cathy Downs dans la bande-annonce du film.

Un hommage a été rendu à ce film en 2001 par Sebastian Gutierrez, avec le téléfilm La Sirène mutante.

## Synopsis
Un savant fou trouve le moyen de transformer son assistante en monstre préhistorique

## Fiche technique
- Réalisateur : Edward L. Cahn
- Scénario : Lou Rusoff
- Montage : Ronald Sinclair
- Sortie : août 1956 (États-Unis)
- Genres : Horreur, Fantastique
- Durée : 77 minutes

## Distribution
- Chester Morris : Dr Carlo Lombardi
- Marla English : Andrea Talbott/Elizabeth Wetherby
- Tom Conway : Timothy Chappel
- Cathy Downs : Dorothy Chappel
- Lance Fuller : Dr Ted Erickson
- Ron Randell : Lieutenant Ed James
- Frieda Inescort : Mme Chappel
- Frank Jenks : Détective Sergent
- El Brendel : Olaf
- Paul Dubov : Johnny
- William Hudson : Bob
- Flo Bert : Marta
- Jeanne Evans : Mme Brown
- Kenneth MacDonald (en) : Docteur
- Jack Mulhall : L'avocat de Lombardi
- Edward Earle : Professeur Anderson